# Austrarcturella cava
Austrarcturella cava är en kräftdjursart som först beskrevs av Hale 1946.  Austrarcturella cava ingår i släktet Austrarcturella och familjen Austrarcturellidae. Inga underarter finns listade i Catalogue of Life.